# Ормузька протока

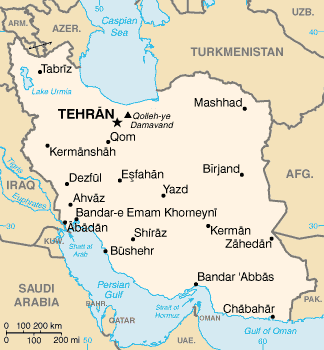
Протока на мапі Ірана

Ормузька протока (араб. مضيق هرمز — Madīq Hurmuz, перс. تنگه هرمز — Tangeh-ye Hormoz) — вузька, стратегічно важлива протока, що з'єднує Оманську затоку на південному сході з Перською затокою на південному заході. Північне узбережжя належить Ірану, а південне — Об'єднаним Арабським Еміратам і Мусандам, ексклаву Омана.
- Довжина — 195 км.
- Ширина — 55—95 км[1].
- Середня глибина — 27,5 м.
- Найбільша глибина — 229 м[2].
- Головні порти — Бендер-Аббас (Іран) і Ель-Хасаб (Оман).

Сильно солоні води Перської затоки по дну протоки виливаються в Оманську затоку і течуть далі до Бенгальської затоки. Поверхневі течії направлені взимку з Перської затоки в Оманську, а влітку — у зворотному напрямку. Швидкість течії — 1—3 км/год. Припливи до 3,5 м. Швидкість припливної течії до 8 км/год.
Протока поділена на два транспортні канали шириною близько 2,5 км кожен, відділені один від одного 5-кілометровою буферною зоною. Наразі протока є єдиним морським шляхом, який дає змогу експортувати арабський газ і нафту в треті країни, зокрема в США.
За даними Підрозділу морської статистики Lloyd's, у 2006 році через Ормузьку протоку проходило 33 % глобального експорту нафти морем. Якщо враховувати нафтопродукти, то на частку протоки припадає близько 40 % глобального експорту нафти морем. У середньому близько 15 танкерів, що перевозять 16,5 до 17 млн барелів сирої нафти, як правило, проходять через протоку щодня.

## Етимологія
Назва походить від острова Ормуз. Існує два варіанти походження назви острова. Найпопулярнішою на сьогодення є версія про походження назви від імені перського бога Ормузд (هرمز). Вчені, історики та лінгвісти пропонують свою версію, відповідно до якої слово «Ормуз» походить від перського слова هورمغ Hur-mogh, що в перекладі — «фінікова пальма». На місцевих діалектах Хурмоз і Мінаб цю протоку дотепер називають хормузькою.

## Події

### Операція Богомол
18 квітня 1988 року ВМС США провели одноденну битву в Ормузькій протоці та навколо неї. Операція отримала назву «Богомол» і була проведена у відповідь на підрив на іранський міні чотирма днями раніше американського корабля USS Samuel B. Roberts (FFG-58). Американський бойовий фрегат серії Перрі USS Simpson FFG-56 атакував іранський фрегат Sahad і катер Joshan.

### Авіакатастрофа іранського рейсу 655
3 липня 1988 року сили ВМС США в протоці збили іранський пасажирський літак Airbus A300, у результаті чого загинуло 290 осіб. Існує безліч версій із приводу інциденту і в історії авіації ця трагедія вважається однією з найбільш суперечливих.

### Інцидент між американськими та іранськими кораблями
6 січня 2008 року п'ять патрульних катерів Варти Ісламської революції наблизилися на відстань менше ніж 200 метрів до трьох суден ВМС США, які, за словами американського командування, перебували в той момент у міжнародних водах. Запис, представлений капітаном одного з американських кораблів, свідчить, що катери КВІР погрожували відкрити вогонь по американцях. У відповідь Іран опублікував відеозапис, на якому фігурує тільки стандартний радіообмін.